# ケイト・コートニー
ケイト・コートニー（Kate Courtney、1995年10月29日 - ）は、アメリカ、カリフォルニア州マリン郡出身の女子自転車競技（マウンテンバイク・クロスカントリー(XC)）およびクロスカントリー選手。

## 主な戦歴
- マウンテンバイク世界選手権
  - 2014年 13位 クロスカントリーU23  ハーフィエル
  - 2017年  2位 クロスカントリーU23  ケアンズ
  - 2018年  優勝 クロスカントリー  レンツァーハイデ
  - 2019年 5位 クロスカントリー  モンサンタン
  - 2019年  2位 チームリレー  モンサンタン

- UCIマウンテンバイクワールドカップ
  - 2014年 総合8位 クロスカントリーU23
  - 2015年 総合4位 クロスカントリーU23
  - 2016年  総合2位 クロスカントリーU23
  - 2017年  総合1位 クロスカントリーU23
  - 2018年 総合8位 クロスカントリー
  - 2019年  総合1位 クロスカントリー